# Grups d'Acció Revolucionària Internacionalista
Els Grups d'Acció Revolucionària Internacionalista (GARI) van ser una sèrie de grups autònoms antifranquistes, d'ideologia antiautoritària, que es van coordinar per dur a terme accions d'agitació armada i propaganda després de l'autodissolució del Moviment Ibèric d'Alliberament (MIL), a Tolosa de Llenguadoc, a causa de la detenció dels seus membres i condemna a mort d'un d'ells, Salvador Puig Antich. Després de l'execució de Puig Antich els GARI realitzaren accions per evitar una possible pena de mort a altres membres del MIL com Oriol Solé i Sugranyes i Josep Lluís Pons Llovet, en aquests moments empresonats i pendents de judici. Apareixen les seves sigles per primera vegada l'endemà del segrest del director de la sucursal parisenca del Banc de Bilbao, el 3 de maig de 1974.
| «                                        | una associació estructurada a dimensió internacional de diversos grupuscles anarquistes destinats a donar suport a la lluita empresa contra el règim franquista i a favor dels detinguts polítics espanyols | » |
| — Bernard Thomas, escriptor i periodista | |   |

Els GARI estaven formats per alguns militants de l'ex-MIL, Grupo Primero de Mayo i grups autònoms incontrolats que van adoptar noms temporals i circumstancials com GAROT (Grup d'Acció Revolucionària Ocasionalment Terrorista), GALLUT (joc de paraules). Estaven formats per francesos i espanyols.
Les seves activitats tenien com a finalitat cridar l'atenció internacional sobre els fets que succeïen a Espanya durant l'última època del règim dictatorial del general Franco i aïllar a la dictadura franquista de la resta d'Europa. En els seus comunicats exigien l'alliberament dels membres del MIL empresonats a Espanya doncs temien que correguessin la mateixa sort que Puig Antich.
Van realitzar actes de sabotatge a les línies de ferrocarril entre França i Espanya, voladura de ponts entre Espanya i França, van col·locar artefactes explosius en organismes oficials i institucions espanyoles a França, Països Baixos i Bèlgica, rapte del director de Banc de Bilbao a París, incendi d'autobusos de pelegrins catòlics al santuari de Lorda, guillotinar el cap del príncep Joan Carles de Borbó d'una figura del museu de Cera de Paris, etc.
En 1976 davant una visita del monarca espanyol Joan Carles I a França, dotze anarquistes, alguns d'ells ex-membres dels GARI, van ser deportats a una illa francesa a la costa atlàntica durant el temps que el rei d'Espanya va estar de viatge per França, com es recull al documental Vacances Royales.
Qualificats com a terroristes a Espanya i a França, alguns dels seus membres van ser empresonats en aquest país, per la Cour de Securité d'Etat, però posteriorment amnistiats després de la investidura de Giscard d'Estaing en 1976 i François Mitterrand com a president de la República en 1981. Un dels seus membres va ser Jean Marc Rouillan, qui ha estat empresonat a França per activitats d'agitació armada amb el grup Action Directe des de 1987 (d'aquests anys, set els va passar totalment aïllat) fins fa escasses setmanes, quan ha obtingut la llibertat condicional fruit de les campanyes internacionals de solidaritat rebudes.
Malgrat no haver comès delictes de sang, es van dedicar a atemptar violentament contra interessos econòmics i polítics del règim franquista.